# توماس هاريس (لاعب كريكت)
توماس هاريس (بالإنجليزية: Thomas Harris)‏ (9 مايو 1845 في الهند - 28 مارس 1918 في المملكة المتحدة) هو لاعب كريكت بريطاني (وحمل سابقاً جنسية المملكة المتحدة لبريطانيا العظمى وأيرلندا). لعب مع Kent County Cricket Club ‏.

## وصلات خارجية
- توماس هاريس على موقع إي آس بي آن كريك إنفو (الإنجليزية)